# New Castle (Virginia)
New Castle è un comune degli Stati Uniti d'America, situato nello Stato della Virginia, nella Contea di Craig, della quale è il capoluogo.